# سلطان بك
سلطان بك (بالإنجليزية: Sultan Baig)‏ هو سياسي هندي، ولد في 1957 في أتر برديش في الهند. حزبياً، نشط في Bahujan Samaj Party ‏.